# منطقه کائیروکو-هیری
منطقه کائیروکو-هیری یکی از منطقه های استان مرکزی واقع در کشور پاپوآ گینه نو می باشد. مرکز این منطقه برئینا است. پورت مورسبی، پایتخت کشور توسط این منطقه احاطه شده است. این منطقه خود از ۴ فرمانداری محلی تشکیل می گردد که هر فرمانداری به منظور سهولت در امر آمارگیری خود به چند بخش تقسیم می شود.

## تقسیمات
این منطقه دارای ۴ فرمانداری محلی است که اسامی آن ها به شرح زیر است:
- فرمانداری محلی روستایی هیری

- فرمانداری محلی روستایی کائیروکو

- فرمانداری محلی روستایی کوئیاری

- فرمانداری محلی روستایی مکئو کونی